# Федунець Микола Федорович
Федунець Микола Федорович (народився 1 січня 1944 року, в с. Сушівці Білогірського району Хмельницької області , дата смерті 20 червня 2009 року)  — український журналіст, письменник. Заслужений працівник культури України. Голова Хмельницької обласної організації НСПУ.

## Життєпис
Закінчив факультет журналістики Київського національного університету ім. Т. Г. Шевченка. Майже двадцять років віддав журналістській праці — у редакції газет: білогірської районної «Життя і слово», обласних — «Подільські вісті», та «Ровесник».

## Творчий шлях
Про свій першопочаток, про те, з якого він середовища і з якого часу, сказав сам Микола Федунець у мініатюрі «Спомин»: Зайшов на подвір′я дядько: «Дайте попити, - 
І скрипнули милиці: -  З фронту вертаюсь…»
А я того дня тільки вчився ходити, За сонячний промінь тримаючись.
Автор книжок: «Адреса юності», «Душа зернини», «Свято роси», «Обличчя долі», «Проводи журавлів», «Розневолення», «Жниво», «Вісім струн», «Вибране», «Неповторне», «Наяву», «Жариновий кетяг», «…І поселюсь у Всесвіті з тобою», «Веретено», «Напрям», «Вересневий простір», «День мій земний», «Не поступимось любов'ю до України», «Зі сторінок „Автографа“», «Іспит».
Його лебединою піснею стала хрестоматія "Літературна Хмельниччина ХХ століття, куди ввійшли біографічні дані та вибрані твори 63 літераторів, які жили й творили (а більшість з них і нині живуть  і творять) на Поділлі.
Член Національної спілки письменників України. Член Національної спілки журналістів України. Заслужений працівник культури України. Почесний громадянин села Сушівці.

Сходить сонце, скупіше гріючи,

Лист пожовклий вітер зрива.

Лиш полям в теплі осеніючим

Відчуваються ще жнива.

Ті зернини важкі, як жолуді.

Ті дороги тверді, мов брук.

І гарячі, гарячі полудні

Не від сонця — від наших рук.

Вересень 1958 р.

## Збірки віршів
- «Адреса юності» (1972).
- «Душа зернини» (1977).
- «Свято роси» (1983).
- «Обличчя долі» (1987).
- «Проводи журавлів», «Розневолення» (1990).
- «Подільські акварелі» (1991).
- «Любові мить», «Жниво» (1992).
- «Вісім струн» (1993).
- «Назустріч», «Вибране» (1994).
- «Неповторне» (1995).
- «Наяву» (1996).
- «Рай-хвиля», «Грані» (1997).

## Відзнаки
Лауреат міжнародних премій імені І. Кошелівця, імені Д. Нитченка, обласних премій імені Г. Костюка, імені М. Годованця. Та інші.
Лауреат обласних літературних премій імені Тараса Шевченка та імені Володимира Булаєнка, Хмельницької міської премії імені Богдана Хмельницького.

## Премія імені Миколи Федунця
2014 року облрада Хмельниччини встановила щорічну нагороду для літераторів, названу ім'ям Миколи Федунця. Премію присуджуватимуть за найкращу поетичну збірку до Дня пам'яті Миколи Федунця — 20 червня. Її сума, яку виплачуватимуть із обласного бюджету, становить десять тисяч гривень.

## Вшанування
Ім′я Миколи Федунця  носить одна з вулиць обласного центру. А на будинку № 115/1 на вулиці Проскурівського підпілля, де понад 20 років жив поет, встановлена меморіальна дошка. Біля неї постійно ятріють жариновим кетягом квіти — ознака незгасимої пам'яті про поета.